# SBI証券
株式会社SBI証券（エスビーアイしょうけん、英: SBI SECURITIES Co.,Ltd.）は、東京都港区六本木に本社を置く証券会社。SBIホールディングス（SBI HD）の連結子会社であり、オンライン証券事業を中核としている。旧商号はSBIイー・トレード証券。

## 概要
2024年7月現在の総合口座数は1,300万口座を超え、野村證券（約539万口座）を上回る。ネット証券最大手であり、業界では楽天証券と双璧を成す。
2005年12月、オンライン専業証券会社（当時）として初めて月間売買代金が10兆円を超えるなど、旧来の店舗型の老舗証券会社と肩を並べるかそれを超える規模であった。その後、機関投資家向けのフィデス証券（旧日商岩井証券）をはじめ、法人投資家向け未公開株式売買のソフトバンク・フロンティア証券、50歳以上の富裕層向け対面営業のワールド日栄証券を順次吸収した。
三井住友フィナンシャルグループ（SMFG）との連携を進めており、2021年からは三井住友カード決済で投資信託の積立投資が可能となった。その際にはSMBCグループが展開するVポイントが付与される。2022年には親会社のSBI HDとSMFGは包括的資本業務提携を締結した。
証券会社では珍しく、商号が「前株」（株式会社が前に付く）である（旧法人は後株）。

## 特徴
国内株式（現物・信用）、米国株、中国株、韓国株、ロシア株、ベトナム株、2,600本以上の投資信託、海外ETF、REIT、国債、社債、外債、FX（外国為替証拠金取引）、S株（単元未満株）、国内株式PTS（夜間）取引、貸株サービス、日経225先物取引、日経225オプション取引などを取り扱っている。
住信SBIネット銀行と連携したサービスを行っている。楽天証券やマネックス証券などネット証券同業者間で手数料引き下げの競争をすることが多い。

## システム
インターネット専業証券らしく勘定系システムは、オープンソース系で構成されている。主なベンダーとして日立製作所、野村総合研究所が構築を担当しており、Linuxなども導入されている。

## 沿革
参照：
- 1944年（昭和19年）3月 - 東京都中央区日本橋茅場町で大沢証券株式会社を設立。
- 1949年（昭和24年）4月 - 東京証券取引所の正会員権を取得。
- 1968年（昭和43年）4月 - 証券取引法改正の施行に伴い、証券業の免許を取得。
- 1998年（平成10年）10月 - イー・トレード[注 1]の100％出資子会社となる。
- 1998年（平成10年）12月 - 証券業の登録制移行に伴い、証券業の登録を受ける。
- 1999年（平成11年）4月 - イー・トレード証券株式会社に商号変更、コールセンターを開設。
- 1999年（平成11年）8月 - 初代ソフトバンク・インベストメント（現・SBIホールディングス）がソフトバンク・フロンティア証券を設立。
- 1999年（平成11年）10月 - インターネット取引を開始。
- 2000年（平成12年）1月 - 資本金3001百万円に増資。元引受業務に係る引受金額制限が撤廃される。
- 2000年（平成12年）1月 - 広告取扱業務を開始。
- 2000年（平成12年）4月 - 大阪証券取引所の正会員権を取得。
- 2000年（平成12年）11月 - オンライン信用取引を開始。
- 2001年（平成13年）5月 - オンライン上の国債の募集・販売を開始。
- 2001年（平成13年）10月 - ネット証券初、主幹事として社債の募集・販売を引受け。
- 2003年（平成15年）3月 - 福岡証券取引所の特定正会員に加入。
- 2003年（平成15年）4月 - FXサービスを開始。
- 2003年（平成15年）4月 - 名古屋証券取引所の総合取引資格を取得。
- 2003年（平成15年）6月 - 親会社のイー・トレードが初代ソフトバンク・インベストメントに合併。親会社が初代ソフトバンク・インベストメントに異動。
- 2003年（平成15年）8月 - 米国株式取引のサービスを開始。
- 2004年（平成16年）3月 - オンライン上の先物・オプション取引の取扱いを開始。
- 2004年（平成16年）4月 - 無期限信用（一般信用）取引、JASDAQ制度信用取引を開始。
- 2004年（平成16年）11月 - 日本証券業協会に株式を店頭登録。
- 2004年（平成16年）12月 - ジャスダックの取引資格を取得する。
- 2004年（平成16年）12月 - ジャスダックに新規上場。
- 2005年（平成17年）3月 - ネクシィーズ（現・ネクシィーズグループ）と共同で、証券仲介業のネクシィーズ・トレードを設立する。
- 2005年（平成17年）3月 - 韓国のオンライン証券サービスのE*Trade Korea Co.,Ltd.の株式87.0％を取得。
- 2005年（平成17年）3月 - 中国株式取引のサービスを開始。
- 2005年（平成17年）4月 - フィデス証券を吸収合併。
- 2005年（平成17年）5月 - 韓国株式取引のサービスを開始。
- 2005年（平成17年）9月 - 札幌証券取引所の特定正会員に加入。
- 2005年（平成17年）9月 - 新規株式公開での引受主幹事業務を開始。
- 2006年（平成18年）7月 - SBIイー・トレード証券株式会社に商号変更。
- 2006年（平成18年）9月 - 未成年者の口座開設受付を開始。
- 2007年（平成19年）8月 - 国内株式PTS夜間取引を開始。
- 2007年（平成19年）10月1日 - 初代SBI証券を吸収合併。
- 2008年（平成20年）7月1日 -「E*TRADE」の商標使用ライセンス契約が終了、2代目株式会社SBI証券に商号変更。
- 2008年（平成20年）7月10日 - 貸株サービスを開始。
- 2008年（平成20年）7月28日 - ジャスダックより上場廃止。
- 2008年（平成20年）8月1日 - 株式交換により、SBIホールディングスの完全子会社となる。
- 2011年（平成23年）5月23日 - 住信SBIネット銀行のハイブリッド預金に誘導するため同日受付分から、新規口座開設時のMRFの買付を取止とする。
- 2011年（平成23年）6月27日 - 既存顧客のMRFの取り扱いを停止。以降は払出と、解約のみの取扱いとなる。
- 2011年（平成23年）8月8日 -（未成年者および強制解約に対する異議申立をした顧客を除く）MRFの残高をすべて強制解約、相当金額のすべてを預かり金に繰入した。
- 2018年（平成30年）10月30日 - CCCマーケティングと資本業務提携。同社と共同で、SBIネオモバイル証券を設立[5]。
- 2019年（令和元年）7月 -「Tポイント」サービスを開始。投資信託買付代金へのTポイント充当に対応する[6]。
- 2020年（令和2年）12月 - 関連会社のSBI Capital Supportの清算結了。
- 2021年（令和3年）11月1日 -「Pontaポイント」サービス開始[7]。
- 2022年（令和4年）1月28日 - 住信SBIネット銀行と提携、「SBI証券NEOBANK」サービスを開始[8]。同銀行の非利用者向けのサービスとして、同銀行イルカ支店の口座開設の媒介を開始。
- 2022年（令和4年）7月29日 - 新生銀行（現・SBI新生銀行）と業務提携[9]。
- 2022年（令和4年）8月9日 - 新生銀行との連携を開始[10]。
- 2023年（令和5年）3月27日 - 堂島取引所の貴金属市場に上場した金・銀・白金の商品先物取引サービスを開始[11]。
- 2023年（令和5年）6月1日 - 新生証券の顧客証券口座に関する業務を譲受け[12]。
- 2024年（令和6年）1月 - SBIネオモバイル証券を吸収合併[注 2][13][14]。

## 事件

### 不正アクセスと不正出金
2020年9月16日、顧客の6口座から約9864万円が流出。第三者が証券口座に不正にログインし、ゆうちょ銀行と三菱UFJ銀行に作った偽の銀行口座に送金・出金されるという被害が起きた。同年11月10日、窃盗の疑いで中国籍の少年と少女が逮捕された。

### 不正アクセスと不正取引
2025年3月31日、フィッシング詐欺やマルウェアによって、顧客のIDが乗っ取られた不正取引があったことを公表。

## 行政処分
2023年12月15日、証券取引等監視委員会はSBI証券が新規株式公開（IPO）する際の株価の初値を操作したとして、行政処分するよう金融庁に勧告したと発表。2020年12月から21年9月までの間、SBI証が引き受け主幹事を務めた3銘柄において、執行役員兼機関投資家営業部長らが初値を公募価格以上に変動させるために、香港の現地法人社員や金融商品仲介業者3社を通じて公募価格と同価格で買い付けを行うよう投資家の勧誘を指示したとされる。実際には注文のほとんどは取り消されたりし、成立していないとされている。2024年1月12日、金融庁はSBI証券に対し金融商品取引法に基づく1週間の一部業務停止命令と業務改善命令を出した。同年3月21日、日本証券業協会はSBI証券に1億円の過怠金を科したと発表した。

## 提供番組（過去）
- 東海ラジオ ガッツナイター － イー・トレード証券時代からのスポンサー。
- JNN報道特集 - イー・トレード証券時代からのスポンサー。
- ニュースステーション - イー・トレード証券時代からのスポンサー。